# Varroa
Varroa es un género de ácaros que produce la enfermedad denominada varroosis o también llamada varroasis. 
Este ácaro es un ectoparásito (parásitos externos), forético obligado de las especies de abejas Apis mellifera y Apis cerana reproduciéndose sobre sus estadios larvales y pupales (cría abierta y operculada). Fue descrito por A. C. Oudemans en 1904, dedicando el nombre genérico  a Marco Terencio Varrón y a E. Jacobson (el colector) el nombre específico. Después de 100 años se averiguó que el ácaro que atacaba Apis mellifera era diferente al descrito por Oudemans para Apis cerana en la isla de Java (Indonesia).
También afecta la abeja en estado adulto viviendo en estado forético sobre ella. Se creía que el ácaro absorbía la hemolinfa del insecto disminuyendo su masa corporal (peso). Recientemente en la investigación de Ramsey se establece que los ácaros Varroa se alimentan principalmente del tejido corporal graso de la abeja melífera, un órgano en los insectos que cumple una función similar al hígado humano. En estado larval es más crítico debido a que los adultos nacen con menos del 30 % de peso de un adulto no parasitado. La varroosis, causada por el ácaro Varroa destructor, es una enfermedad grave de las abejas, con síntomas como abejas atrofiadas y reducción de la producción de miel.

Puede destruir las colmenas, lo que ocurre generalmente durante el invierno. La plaga se inició en Filipinas y se ha expandido ampliamente por el mundo, constituyéndose en la mayor amenaza para la rentabilidad de las explotaciones apícolas y del medio ambiente en general, ya que la mayoría de las plantas y cultivos dependen de las abejas, como importantes polinizadores.

## Etiología de la varroasis

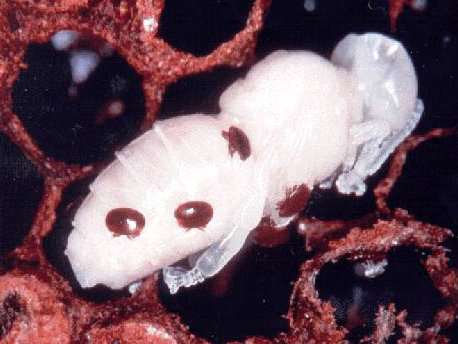
Varroa destructor sobre una pupa.

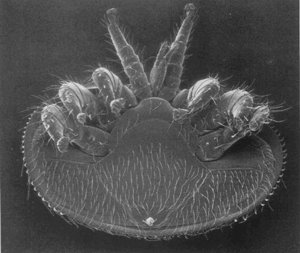
Varroa destructor vista inferior.

La varroasis es producida por distintas especies de este género de ácaros, que afectan a distintas especies del género Apis:
- Varroa destructor Anderson & Trueman, 2000 - afecta a Apis mellifera (abeja europea occidental) a nivel mundial, detectada en 1963;
- Varroa jacobsoni Oudemans, 1904 - afecta a la especie Apis cerana (abeja oriental o abeja asiática);
- Varroa rindereri Guzmán & Delfinado-Baker, 1996 - afecta a Apis koschevnikovi o abeja de Koschevnikov.
- Varroa sinhai (Delfinado & Baker, 1974) - afecta a abejas asiáticas
- Varroa wongsirii (Lekprayoon & Tangkanasing, 1991) - afecta a abejas de Tailandia

En Apis cerana la cantidad de ácaros adultos varía de 0 a 700 ejemplares y se genera un equilibrio donde coexisten el huésped y el comensal. El ciclo reproductivo de esta especie se lleva a cabo en las celdas de los zánganos y no en las de las obreras, como es el caso de Varroa. Además Apis cerana tiene la particularidad de quitar las varroas de las celdas y de quitarse las mismas entre los adultos, con lo cual se mantiene un equilibrio constante.
Los ácaros de este género tienen ocho patas en estado adulto que terminan en ventosas, mientras que en estado larval poseen seis patas. Las hembras son las que parasitan a las abejas, y son de un color castaño rojizo claro a rojizo oscuro. Los machos son de color blanquecino amarillento, tienen menor consistencia y son mucho más pequeños que las hembras (hay dimorfismo sexual). El cuerpo de la varroa hembra adulta está adaptado al parasitismo y a la foresia, tiene una forma elipsoidal, es deprimido dorso ventralmente. La hembra mide alrededor de 1500 µm, de ancho, lo que es muy grande para un ácaro. El macho no está adaptado al parasitismo, ya que su cuerpo es casi esférico; y mide 400 µm.

## Ciclo biológico
La varroa se alimenta de hemolinfa a expensas de las ninfas de abeja. Cada hembra sólo puede hacer una puesta y en el interior de una celda de abeja ya sellada con un opérculo, y se admite que tras realizar la puesta muere.

### Apareamiento
La fecundación de la varroa hembra se produce en el interior de la celda, una vez operculada. El primer huevo puesto por la hembra fecundada de varroa da como resultado un macho, y los siguientes son hembras (al ser huevos no fecundados), poniendo un huevo cada 30 horas aproximadamente. Cuando la celda es infestada con una sola hembra de varroa fundadora, el apareamiento sólo puede ocurrir entre el macho y sus hermanas, siendo entonces consanguíneo.
El macho se aparea con la primera hembra tan pronto como llega a la fase adulta. El apareamiento puede ser repetido hasta 9 veces. Cuando la segunda hija llega a ser madura, el macho abandona la primera hija para aparearse con ella. Si una tercera hija llega a ser adulta, se repite el mismo escenario.
Al contrario de lo que se creía anteriormente, una varroa hembra puede ser fecundada únicamente en la celda donde nace. Luego, una parte del aparato genital femenino se destruye, lo que impide otro apareamiento. En las celdas donde el macho muere antes del apareamiento, las hembras quedaran estériles e infecundas para siempre. Esto puede ocurrir del 10% al 46% de las celdas.

### Puesta
La hembra pone sus huevos en las celdas de zánganos y obreras ingresando a las mismas horas antes del operculado. La hembra fundadora entra a la celda de la larva que va a parasitar aproximadamente 15 horas antes de la operculación que ocurre, en celdas de abeja obrera, al noveno día y, en celdas de abeja zángano, al décimo día. Esto es aproximadamente cuando la larva de obrera pesa 100 mg. y la de zángano 200 mg. Este momento es crucial porque, apenas entra la hembra fundadora, se sitúa en el fondo de la celda con el propósito de no ser eliminada por las abejas obreras limpiadoras.
Al parecer el ácaro se guía por ésteres de ácidos grasos que las larvas de abejas emiten con el fin de provocar la operculación, que también son atractivos para varroa (palmitato de metilo), preferenciando la celda de zángano, en virtud del mayor período de metamorfosis que tiene el macho (23 días).

#### Incubación
Puede criar de 5 a 7 ácaros en una celda de zángano y de 3 a 6 en una de obrera siendo diferente el período de desarrollo según el sexo resultante:
- huevo macho: de 5,5 a 7 días,
- huevo hembra: de 7,5 a 9 días (Fantidis, 1983).

## Epizootiología
La fuente de infestación está dada por la abeja adulta, especialmente. 
La abeja adulta pecoreadora con un parásito que por deriva entra a otra colmena y bien zánganos que en busca de reinas vírgenes inspeccionan todas las colmenas, produciéndose el contagio por contacto en este caso.
El parásito en estado forético sobre su hospedador vive dos a tres meses en verano, y de cuatro a seis meses en invierno.

## Sintomatología
El desarrollo de las colmenas parasitadas se demora a principios de la estación estival. Durante el otoño invierno las colmenas muy parasitadas perecen, en virtud que la abejas que deben pasar el invierno y durar 4 o 5 meses, no tienen la estructura corporal necesaria (músculos, exoesqueleto). 
Las larvas parasitadas mueren e ingresan en un proceso de putrefacción desprendiendo olor. Las abejas limpiadoras retiran estas larvas muertas royendo los opérculos para limpiar las celdas. Esta remoción es rápida por ello el opérculo roído no tiene la forma uniforme que presenta cuando la larva ha nacido. Se puede interpretar que arrancan parte de ellos quedando un borde aserrado.
En estado el primer síntoma es que encontramos abejas con alas deformes, que no pueden volar, de tamaño reducido, tanto en el interior como en el exterior de la colmena. El abdomen y tamaño general de esta abejas se halla reducido hasta en un tercio. 
La falta de vitalidad, muerte prematura y debilitamiento de la colmena son características típicas de la enfermedad. La colmena desaparece lentamente, no quedan abejas en su interior cuando las encontramos.

## Acción patógena
La acción patógena sobre la cría de la abeja se traduce en una pérdida de peso y una disminución de proteína total. Cuando la cría es parasitada por más de ocho ácaros, las pupas mueren y no terminan su transformación en abejas adultas, presentándose entonces signos muy parecidos a la enfermedad denominada Loque americana.

## Diagnóstico
Se basa en contar visualmente el número de ácaros según los siguientes métodos :
Conteo de ácaros muertos que caen al fondo de la colmena. Colocación de una hoja impregnada con sustancia adherente (grasa animal) en la base de la colmena.  La hoja se suele dejar unas 24 horas.  Si el número de ácaros es mayor de 10, el nivel de infestación se considera alto.
Conteo de ácaros que parasitan abejas adultas. El diagnóstico se hace recolectando abejas en un frasco de vidrio que contiene agua y detergente o alcohol etílico. Al agitar fuertemente la Varroa se desprende, y volcando el líquido sobre un paño blanco o sobre un colador doble se cuentan las abejas y los ácaros desprendidos. Rémy Vandame recomienda el tratamiento cuando la infección de abejas con Varroa supera el 3 %, calculado según este método.
Conteo de ácaros en celdas de cría operculadas.  Se abren las celdas con un cuchillo, se sacude el cuadro con el panal sobre un papel blanco y se cuentan los ácaros y el número de pupas.  En este método los valores de referencia varían mucho dependiendo de si las celdas son de obreras o de zánganos.

## Tratamiento
Cuando el diagnóstico revela la presencia del ácaro Varroa en el colmenar en un porcentaje mayor al tres por ciento, es preciso tomar medidas terapéuticas de forma inmediata, no solamente para bajar la tasa de infestación de las colmenas, sino también para limitar su expansión por el colmenar.
Tratamientos contra las Varroa que pueden ser utilizados en la actualidad:
1. Productos que pueden ser utilizados en producción ecológica: Leves grados de toxicidad
1.1.Ácidos orgánicos:
- Ácido oxálico
- Ácido fórmico
- Ácido láctico

1.2. Extractos vegetales
- Timol
- Rotenona

2. Productos químicos que no pueden ser utilizados en producción ecológica: Diferentes grados de toxicidad
- Fluvalinato
- Flumetrina
- Amitraz
- Coumafos o Coumaphos

3. Tratamiento térmico: Inocuos para la salud humana
- Caloventor

Para información actualizada sobre tratamientos autorizados en Europa puede consultarse la siguiente página de la Agencia Española del Medicamento:
https://web.archive.org/web/20160304191232/http://www.aemps.gob.es/ca/medicamentosVeterinarios/Med-Vet-autorizados/Med-abejas/home.htm

## Sistemática
Varroa jacobsoni fue descripta originalmente por Oudemans para la abeja melífera oriental Apis cerana, estudios genéticos demostraron que esta especie es un complejo de por lo menos dos especies diferentes; con nueve haplotipos que incluyen el de Java que se utilizó para describir la especie, el resto se distribuyen por toda Asia. 
Varroa destructor presenta seis haplotipos que también infectan a Apis cerana por todo el continente Asiático, siendo las hembras más grandes y menos esféricas que Varroa jacobsoni. Un haplotipo de Varroa destructor típico de Corea del Sur, que también parásita a Apis cerana allí, se los encontró parasitando Apis mellifera en Europa, Medio Oriente, África, Asia y América. El haplotipo Tailandés-Japonés se lo encontró parasitando Apis cerana en Japón y Tailandia; también parásita Apis mellifera en Japón, Tailandia y en América.
Hay tres haplotipos que infectan las filipinas y es incierta aún su taxonomía.

## Distribución de la enfermedad por país
Causas naturales de la expansión de Varroa son: El pillaje, la deriva, entrada permanente de zánganos, las manipulaciones descuidadas del apicultor en virtud que confecciona núcleos con cuadros de cría (operculados normalmente) llevando Varroas de una colmena a otra. La transhumancia de colmenas es sin duda lo que expande la enfermedad por toda la geografía del país.
Causas artificiales de la expansión de Varroa: Este ectoparásito se distribuye actualmente por todo el mundo, siendo actualmente cosmopolita. Sin duda el movimiento de colmenas, núcleos y reinas de un continente a otro fue la causa de su actual distribución mundial antropógena.
Al parecer en América hubo dos introducciones de haplotipos diferentes de Varroa destructor.
- Argentina: 1976 en colmenas de Laguna Blanca. Provincia de Formosa. Actualmente es considerada una enfermedad endémica en el país.
- Paraguay: Probable introducción de reinas y cría de Japón. En Japón Apis mellifera fue introducida alrededor de 1877 y posiblemente el pasaje de Varroa de Apis cerana a Apis mellifera fue alrededor de 1957.
- Estados Unidos. Desde el este de Rusia vía Europa el parásito pasa de Apis cerana a Apis mellifera aproximadamente en 1952. Se introducen abejas Rusas en Wisconsin en 1987.
- Chile, reportada en el año de 1992 en la comuna de San Fernando, VI región.
- Guatemala, reportada oficialmente en el año de 1996 en el trabajo de Tesis titulado "Prevalencia de enfermedades parasitarias más importantes en abejas adultas (Apis mellifera), en el municipio de Antigua del departamento de Sacatepéquez.